# العلاقات البريطانية الكمبودية
العلاقات البريطانية الكمبودية هي العلاقات الثنائية التي تجمع بين المملكة المتحدة وكمبوديا.

## مقارنة بين البلدين
هذه مقارنة عامة ومرجعية للدولتين:
| وجه المقارنة                                              | المملكة المتحدة                 | كمبوديا                   |
| --------------------------------------------------------- | ------------------------------- | ------------------------- |
| المساحة (كم2)                                             | 242.50 ألف                      | 181.03 ألف                |
| عدد السكان (نسمة)                                         | 66.02 مليون                     | 16.01 مليون               |
| الكثافة السكانية (ن./كم²)                                 | 272.25                          | 88.44                     |
| العاصمة                                                   | لندن                            | بنوم بنه                  |
| اللغة الرسمية                                             | لغة إنجليزية، اللغة الويلزية    | اللغة الخميرية            |
| العملة                                                    | جنيه إسترليني                   | ريال كمبودي، دولار أمريكي |
| الناتج المحلي الإجمالي (بليون دولار)                      | 2.62 تريليون                    | 22.16 مليار               |
| الناتج المحلي الإجمالي (تعادل القوة الشرائية) بليون دولار | 2.72 تريليون                    | 54.37 مليار               |
| الناتج المحلي الإجمالي الاسمي للفرد دولار أمريكي          | 43.88 ألف                       | 1.16 ألف                  |
| الناتج المحلي الإجمالي للفرد دولار أمريكي                 | 40.23 ألف                       | 3.26 ألف                  |
| مؤشر التنمية البشرية                                      | 0.907                           | 0.555                     |
| رمز المكالمات الدولي                                      | +44                             | +855                      |
| رمز الإنترنت                                              | .uk، .gb                        | .kh                       |
| المنطقة الزمنية                                           | توقيت غرينيتش، توقيت غرب أوروبا | ت ع م+07:00               |

## مدن متوأمة
في ما يلي قائمة باتفاقيات التوأمة بين مدن بريطانية وكمبودية:
- ترتبط لندن مع بنوم بنه باتفاقية توأمة منذ 2015.[16][16][16][16]

## منظمات دولية مشتركة
يشترك البلدان في عضوية مجموعة من المنظمات الدولية، منها:
| علم المنظمة | اسم المنظمة                               | تاريخ انضمام المملكة المتحدة | تاريخ انضمام كمبوديا |
| ----------- | ----------------------------------------- | ---------------------------- | -------------------- |
|             | بنك التنمية الآسيوي                       | 1966                         | 1966                 |
|             | مؤسسة التنمية الدولية                     | 24 سبتمبر 1960               | 22 يوليو 1970        |
|             | يونسكو                                    | 4 نوفمبر 1946                | 3 يوليو 1951         |
|             | وكالة ضمان الاستثمار متعدد الأطراف        | 12 أبريل 1988                | 1 ديسمبر 1999        |
|             | الأمم المتحدة                             | 24 أكتوبر 1945               | 14 ديسمبر 1955       |
|             | الفريق المعني برصد الأرض                  | ?                            | ?                    |
|             | الاتحاد البريدي العالمي                   | ?                            | ?                    |
|             | البنك الدولي للإنشاء والتعمير             | 27 ديسمبر 1945               | 22 يوليو 1970        |
|             | الاتحاد الدولي للاتصالات                  | 24 فبراير 1871               | 10 أبريل 1952        |
|             | منظمة حظر الأسلحة الكيميائية              | ?                            | ?                    |
|             | مؤسسة التمويل الدولية                     | 20 يوليو 1956                | 26 مارس 1997         |
|             | المركز الدولي لتسوية المنازعات الاستشارية | 18 يناير 1967                | 19 يناير 2005        |
|             | منظمة التجارة العالمية                    | 1995                         | ?                    |
|             | منظمة الشرطة الجنائية الدولية             | ?                            | ?                    |

## وصلات خارجية
- موقع وزارة الخارجية البريطانية
- موقع وزارة الخارجية الكمبودية